# Quintilio
Quintilio  è un nome proprio di persona italiano maschile.

## Varianti
- Femminili: Quintilia[1][2]

### Varianti in altre lingue
- Catalano: Quintili[3]
- Latino: Quinctilius[4]
- Spagnolo: Quintilio[3]

## Origine e diffusione
Continua il nomen romano Quinctilius, a sua volta basato sul praenomen Quintus; si tratta, per la precisione, di un patronimico, avente il significato di "relativo a Quinto", "della famiglia di Quinto" (origine analoga a quella dei nomi Quintino e Quinziano). Con lo stesso processo, da Quintilio è derivato il nome Quintiliano.
Può anche essere ricondotto a Quintilus, un altro nome romano facente riferimento al mese di luglio (anticamente il quinto dell'anno, e quindi chiamato "Quintile").
È diffuso per la maggior parte in Toscana.

## Onomastico
L'onomastico si può festeggiare l'8 marzo in onore di san Quintilio (o Quintile), martite a Nicomedia.

## Persone
- Quintilio Perini, numismatico e storico italiano
- Quintilio Tombolini, giornalista italiano

### Antichi romani
- Quintilio Leto, funzionario bizantino
- Quintilio Varo, critico letterario romano
- Gneo Quintilio Capitolino, politico romano
- Marco Quintilio Varo, politico e militare romano
- Publio Quintilio Varo, pretore romano
- Publio Quintilio Varo il Giovane, figlio del precedente
- Sesto Quintilio Varo, politico romano